# بيلي دودلي
بيلي دودلي (بالإنجليزية: Billy Dudley)‏ هو أكاديمي نيجيري، ولد في 10 نوفمبر 1931، وتوفي في 23 ديسمبر 1980.